# Liste der Fluggesellschaften in Sri Lanka

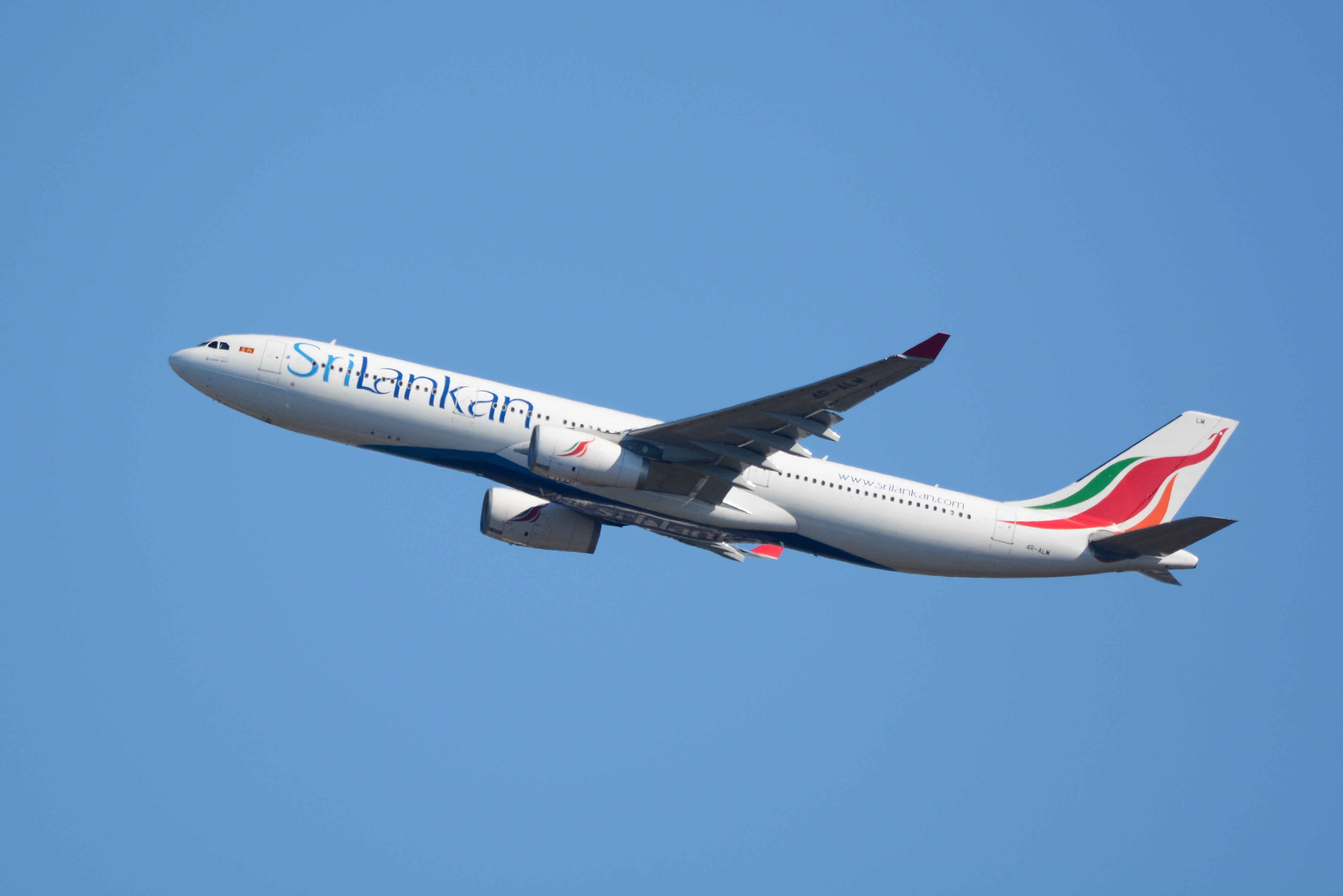
SriLankan Airlines

Dies ist eine Liste der Fluggesellschaften in Sri Lanka.

## Aktuelle Fluggesellschaften
- Ace Airtours (seit 2010)
- AirAsia Sri Lanka (seit 2017)
- Cinnamon Air (seit 2013)
- Cosmos Aviation (seit 2010)
- FITS Aviation (seit 2013)
- Fly Southern (seit 2014)
- Helitours (seit 1971)
- IWS Aviation (seit 2005)
- Lotus Air (seit 2016)
- Millenium Airlines (seit 2013)
- SriLankan Airlines (seit 1991)

## Ehemalige Fluggesellschaften

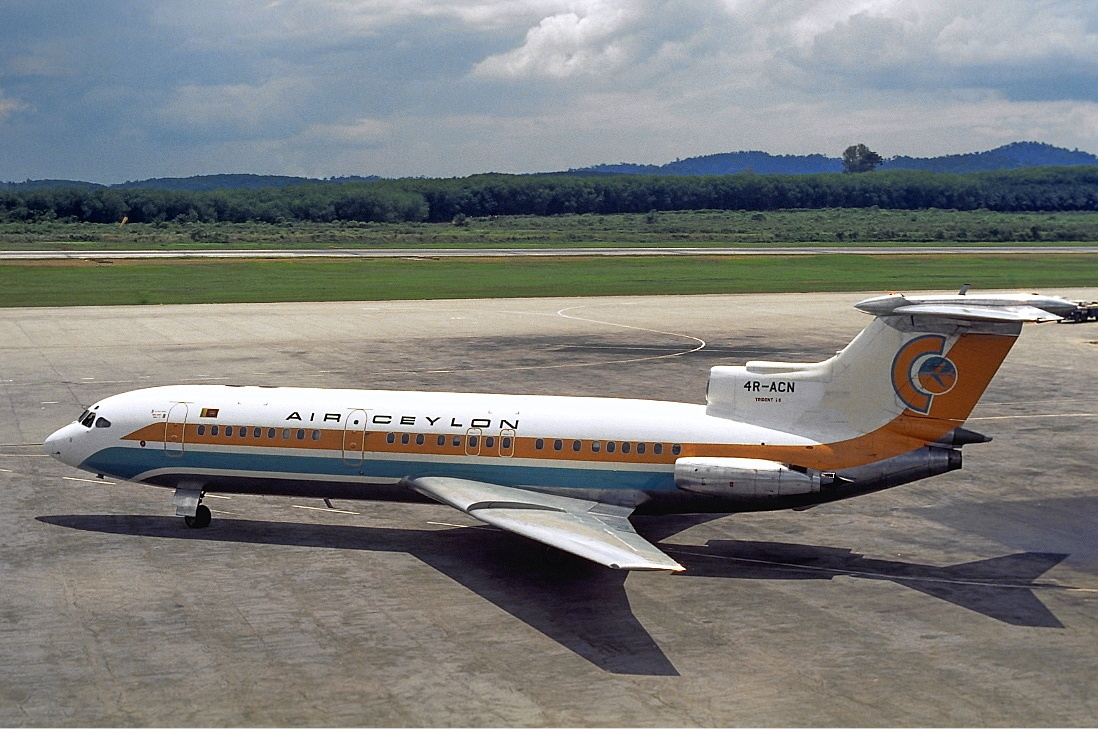
Air Ceylon

- AeroLanka  (2002–2010)
- Air Ceylon (1947–1978)
- AirLanka[1] (1979–1999)
- AirAsia Lanka (2007–2009)
- Air Lanka International (2002)
- Air South Asia (2006)
- Deccan Lanka (2004–2013)
- Expo Aviation (1997–2013)
- Lankan Cargo (2010)
- Lionair (1994–2006)
- Mihin Lanka (2006–2016)
- Ronan Air (2004–2006)
- Serendib Express (2002–2004)
- SriLankan Air Taxi (2010–2013)
- Upali Trading Company